# Островик (Підляське воєводство)
Островик (пол. Ostrowik) — село в Польщі, у гміні Радзілув Ґраєвського повіту Підляського воєводства.
Населення — 46 осіб (2011).
У 1975-1998 роках село належало до Ломжинського воєводства.

## Демографія
Демографічна структура станом на 31 березня 2011 року:
|          | Загалом | Допрацездатний вік | Працездатний вік | Постпрацездатний вік |
| -------- | ------- | ------------------ | ---------------- | -------------------- |
| Чоловіки | 21      | 3                  | 13               | 5                    |
| Жінки    | 25      | 5                  | 11               | 9                    |
| Разом    | 46      | 8                  | 24               | 14                   |